# Стек, Аллен
Аллен Макинтайр Стек (англ. Allen McIntyre Stack; 23 января 1928, Нью-Хейвен, Коннектикут, США — 12 сентября 1999, Гонолулу, Гавайи, США) — американский пловец, олимпийский чемпион 1948 года на дистанции 100 м на спине.
С 23 июня 1948 года по 26 декабря 1952 года — рекордсмен мира на дистанции 100 м на спине (4 февраля 1949 года побил свой же мировой рекорд), а с 4 мая 1949 года по 26 июня 1953 года — рекордсмен мира на дистанции 200 м на спине.
В 1952 году принял участие на Олимпиаде в Хельсинки, однако в финальном заплыве на дистанции 100 м на спине занял лишь четвёртое место.
В 1979 году был включён в Зал славы мирового плавания.